# Geodia barretti
Geodia barretti är en svampdjursart som beskrevs av James Scott Bowerbank 1848. G. barretti ingår i släktet Geodia, och familjen Geodiidae. Arten är reproducerande i Sverige.
Arten G. barretti har fått sitt namn efter den brittiske upptäcktsforskaren Lucas Barrett (1837-1862), som levde på 1800-talet.